# Bourdeilles
Bourdeilles is een gemeente in het Franse departement Dordogne (regio Nouvelle-Aquitaine) en telt 784 inwoners (2004). De plaats maakte deel uit van het arrondissement Périgueux. Na de aanpassing van de arrondissementsgrenzen vanaf 2017 door het arrest van 30 december 2016 behoort zij tot het arrondissement Nontron. De naam van het dorp was eerst Bourdeille, zonder s.
Bezienswaardig is het Château de Bourdeilles.

## Geografie
De oppervlakte van Bourdeilles bedraagt 21,9 km², de bevolkingsdichtheid is 35,8 inwoners per km².
De onderstaande kaart toont de ligging van Bourdeilles met de belangrijkste infrastructuur en aangrenzende gemeenten.

## Demografie
Onderstaande figuur toont het verloop van het inwonertal (bron: INSEE-tellingen).